# 2640 Hällström
A 2640 Hallstrom (ideiglenes jelöléssel 1941 FN) a Naprendszer kisbolygóövében található aszteroida. Liisi Oterma fedezte fel 1941. március 18-án.